# プリテンダー (トランスフォーマー)
プリテンダー（Pretenders）は、『トランスフォーマー』シリーズに登場する架空のキャラクター。

## 概要
トランスフォーマーを、人型あるいは動物や乗り物の形をした外殻（日本ではプリテンダースーツ、アメリカではアウターシェル）に収納するという、シリーズの中でも特異なギミックを有するキャラクターである。ハズブロの「人間からロボットに変形させたい」という要請に対してタカラ（現タカラトミー）側が苦肉の策として打ち出したものであり、他のトランスフォーマーに比べデザインや変形機構などが大味なものとなっている。
日本では『トランスフォーマー 超神マスターフォース』に、アメリカ版ではマーベルコミック版にそれぞれ登場。アメリカ版では、玩具同様トランスフォーマーが外殻を装着しているという設定で、アウターシェルが独立して活動することも可能。日本版では、人間（デストロン側は魔人）への変身能力を有するトランスフォーマーで、人間の姿からプリテンダースーツを装着したスーツモードに、さらに巨大化してロボットモードに「変身」する。当初は名前はサイバーフォース。
アメリカでは、1988年度から1989年度の主力商品として展開された。シリーズ後期の「トランスフォーマー＋ビークル」という要素は、後のアクションマスターやマイクロトランスフォーマーにも継承されている。しかし日本ではあまり人気が出ず、『超神マスターフォース』の放送が開始してからしばらくして商品の販売を終了してしまった。ただし、翌年の『V』でも、プリテンダーの名は冠していないもののアメリカで販売されたプリテンダーの仕様変更品が発売されている。
アメリカではこの後、アクションフィギュアシリーズの『アクションマスター』を展開したのに対し、日本では合体ロボットを中心とした展開となっていった。
2018年、ハズブロ側から『POWER OF THE PRIME』シリーズのメインアイテムとして本製品の機能（特に「メガプリテンダー」としての側面が強い）を持つ「デコイアーマー」がジェネレーションズにラインナップされた。本製品は『レジェンズ』での国内導入に当たっては『プリテンダースーツ』と呼ばれることとなる。

## 一覧
ランダー／Landmine
ダイバー／Waverider
フェニックス／Cloudburst
メタルホーク／Metalhawk
日本版オリジナルキャラクター。
グラウンドブレーカー／Groundbreaker
スカイハイ／SkyHigh
スプラッシュダウン／Splashdown
ピンチャー／Pincher
ダブルヘッダー／DoubleHeader
ロングトゥース／LongTooth
ダウロス／Skullgrin
ギルマー／Submarauder
ブラッド／Bomb-Burst
イグアナス／Iguanus
バグリィ／Bugly
フィンバック／Finback
オクトパンチ／OctoPunch
ストラングルホールド／StrangleHold
ブラジオン／Bludgeon

### プリテンダービースト
四脚動物型のアウターシェルを装着するプリテンダー。
チェーンクロー／ChainClaw
キャティラ／Catilla
カーニバック／Carnivac
スナーラー／Snarler

### プリテンダービークル
ビークル型のシェル（アウタービークル）。本体を収納するだけでなく、TFを搭乗させることも可能。
ガンランナー／GunRunner
ロードグラバー／RoadGrabber

### プリテンダークラシック
これまでの作品に登場したキャラクター達がプリテンダーとなったという設定。日本では本体ロボットのみの4体セットが『ヒーローセット』として発売された。また、海外では本体ロボットのみの単品商品4種がケイビー限定で発売された。
グリムロック／Grimlock
バンブル／BumbleBee
マイスター／Jazz
スタースクリーム／StarScream

### メガプリテンダー
ビークルへ変形するアウターシェルを持つプリテンダー。ビークル形態では本体とアウターシェルを合体させることができる。日本ではクロスブレイズとサンダーウイングの仕様変更品がクロスフォーマーとして『V』に登場した。
ヴルーム／Vroom
クロスブレイズ／CrossBlades
サンダーウイング／ThunderWing

### ウルトラプリテンダー
メガプリテンダー同様に変形するシェルに加え、さらにアウターシェルを収納するビークルを持つ。
スカイハマー／SkyHammer
ロードブロック／RoadBlock

### プリテンダーモンスター
小型のプリテンダーチームで、本体が合体してモンストラクターとなる。日本ではアウターシェルを恐竜に変更したものが恐竜戦隊／ダイノキングとして登場した。
スカウル／Scowl
ブリスルバック／BristleBack
スロッグ／Slog
アイスピック／IcePick
ワイルドフライ／WildFly
バードブレイン／BirdBrain
モンストラクター／Monstructor

### ダブルプリテンダー
一つのアウターシェルの中に二体の小型ロボットが収納されるプリテンダー。試作品が製作されたが生産はされなかった。長らく正式な名称がなかったのだがジェネレーションズ マグニフィカスの付属コミックにてゴリラ型のプリテンダーのみ登場しオイルマスターと名付けられた。因みに名称の元ネタは日本国内のTFコレクター。
オイルマスター／Oilmaster
蜘蛛型ダブルプリテンダー

### プリテンダー／ヘッドマスター
日本版オリジナルキャラクター。『トランスフォーマー ザ☆ヘッドマスターズ』のフォートレスマキシマスの仕様変更品で、ヘッドマスターがプリテンダースーツを装着する。
グランドマキシマス

### プリテンダー／劇場映画
トランスフォーマー/リベンジに登場したプリテンダーで一見、見るとほとんど人間とは見分けがつかない。玩具化されてはいない。
アリス / Alice

## 補足
- 当時のカタログではロボットを取り出し後のアウターシェルは小物入れとしての利用を推奨されていた。
- 中にロボットを入れる都合上、アウターシェルは太目の体格をしているため「スモウトロン」と呼ばれることもある[6]。